# Verwaltungsgemeinschaft Heldenstein
Die Verwaltungsgemeinschaft Heldenstein liegt im oberbayerischen Landkreis Mühldorf am Inn und wird seit 1. Januar 1980 von folgenden Gemeinden gebildet:
1. Heldenstein, 2841 Einwohner, 19,85 km²
2. Rattenkirchen, 1057 Einwohner, 19,87 km²

Sitz der Verwaltungsgemeinschaft ist Heldenstein.
Anfangs (1978) bildeten die beiden Gemeinden mit Ampfing und Mettenheim die Verwaltungsgemeinschaft Ampfing, die zum 31. Dezember 1979 aufgelöst wurde. Ampfing und Mettenheim wurden Einheitsgemeinden mit eigenen Verwaltungen.